# Teratoppia ardua
Teratoppia ardua är en kvalsterart som först beskrevs av Pérez-Íñigo och Baggio 1997.  Teratoppia ardua ingår i släktet Teratoppia och familjen Teratoppiidae. Inga underarter finns listade i Catalogue of Life.